# Cocathédrale Saint-Antoine-de-Padoue de Longueuil
Cette  cathédrale n’est pas la seule cathédrale Saint-Antoine-de-Padoue.
La cocathédrale Saint-Antoine-de-Padoue de Longueuil est située dans l'arrondissement du Vieux-Longueuil dans la ville de Longueuil, sur la rue Sainte-Élizabeth, à l'angle de la rue Saint-Charles et du chemin de Chambly, près du bureau d'arrondissement du Vieux-Longueuil et du collège Édouard-Montpetit. Elle est consacrée à Antoine de Padoue, frère mineur et grand orateur qui prêcha en France et en Italie et que l'on fête le 13 juin.
La cathédrale est aussi consacrée à la Bienheureuse Marie-Rose Durocher, fondatrice de la Congrégation des Sœurs des saints Noms de Jésus et de Marie.

## Titre
On l'appelle cocathédrale parce que c'est la deuxième église en importance dans le diocèse Saint-Jean-Longueuil, érigé en 1933, la cathédrale Saint-Jean-l'Évangéliste de Saint-Jean-sur-Richelieu étant le siège du diocèse. Elle fait partie de la paroisse Saint-Antoine-de-Padoue, fondée en 1698, l'une des premières du Canada. Sa région épiscopale s'appelle Longueuil-Nord. Jacques Berthelet, l'évêque, a une cathèdre de style gothique sculptée en noyer. Avant l'épiscopat de Bernard Hubert, elle était une simple église.

## Histoire
La co-cathédrale Saint-Antoine-de-Padoue est la troisième église de ce nom érigée à cet endroit. L'emplacement est d'abord occupé par le château fort de Longueuil, construit entre 1695 et 1698 par Charles Lemoyne (1656-1729), deuxième seigneur de Longueuil et premier baron du même lieu.
Une première église est bâtie en 1724. La croissance démographique la rend inadéquate à la fin du XVIIIe siècle. En 1811, une nouvelle église la remplace. Dès 1849, elle s'avère, elle aussi, trop petite. Plusieurs scénarios sont envisagés, dont son agrandissement, mais elle est finalement démolie en 1884 pour faire place au bâtiment actuel.

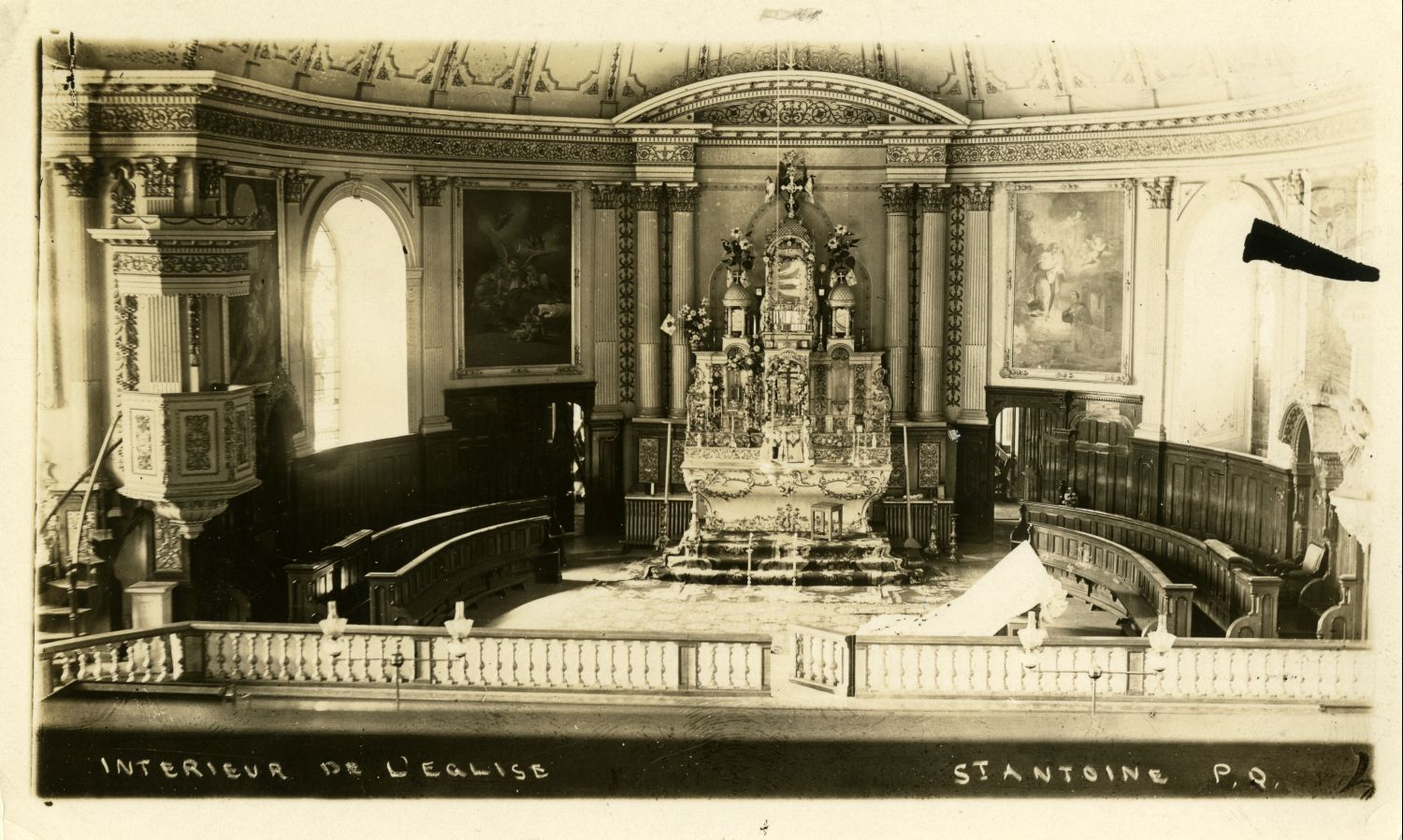
L'intérieur vers 1900

La conception des plans est confiée aux architectes Maurice Perrault (1857-1909) et Albert Mesnard (1847-1909). Les deux hommes ont à leur actif quelques belles réalisations, dont la chapelle du Collège de Montréal, l'hôtel de ville de Montréal et la cathédrale de Valleyfield. La construction de l'église de Longueuil donne un essor à leur carrière, et les deux hommes prennent la relève de l'architecte Victor Bourgeau (1809-1888) comme spécialistes de l'architecture religieuse dans la région de Montréal. L'église de Longueuil est d'une architecture éclectique. Le style gothique y domine, mais elle comporte aussi des éléments associés au style byzantin.

## Architecture

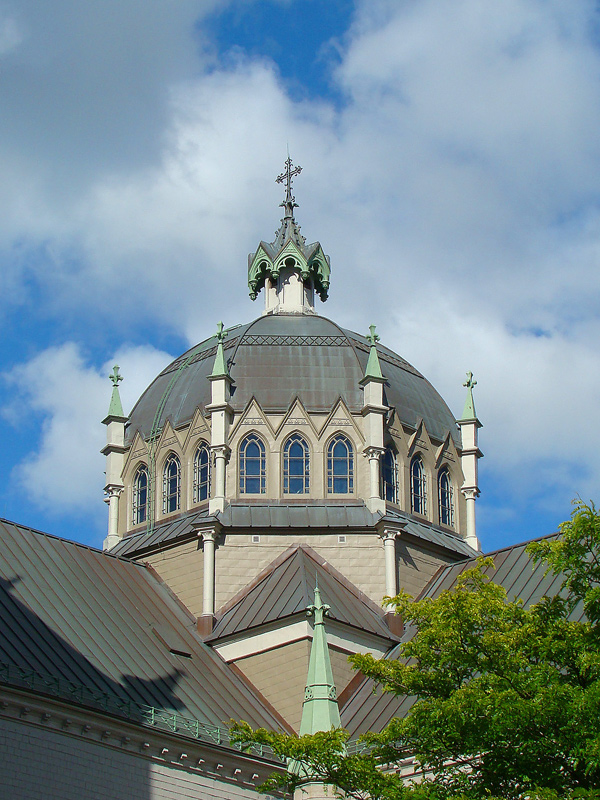
Le dôme néo-byzantin.

Son architecture est de style néo-gothique et son dôme est de style néo-byzantin. On l'a comparée à la cathédrale Notre-Dame de Chartres. Construite de 1884 à 1887, elle est achevée en 1911. C'est la troisième église de l'histoire de la ville, la première ayant été complétée en 1811.
Les architectes Henri-Maurice Perrault et Albert Mesnard ont voulu exprimer une belle volumétrie pour cette église ; ce sont eux qui ont construit son maître-autel et qui ont combiné les pierres fines avec les pierres plus dures. Louis-Philippe Hébert, sculpteur québécois, a contribué à sa façade.
C'est une grande église : 74 m de long, 41 m de large et 81 m de haut. Louis Jobin l'a rénovée en 1930.

## Mobilier

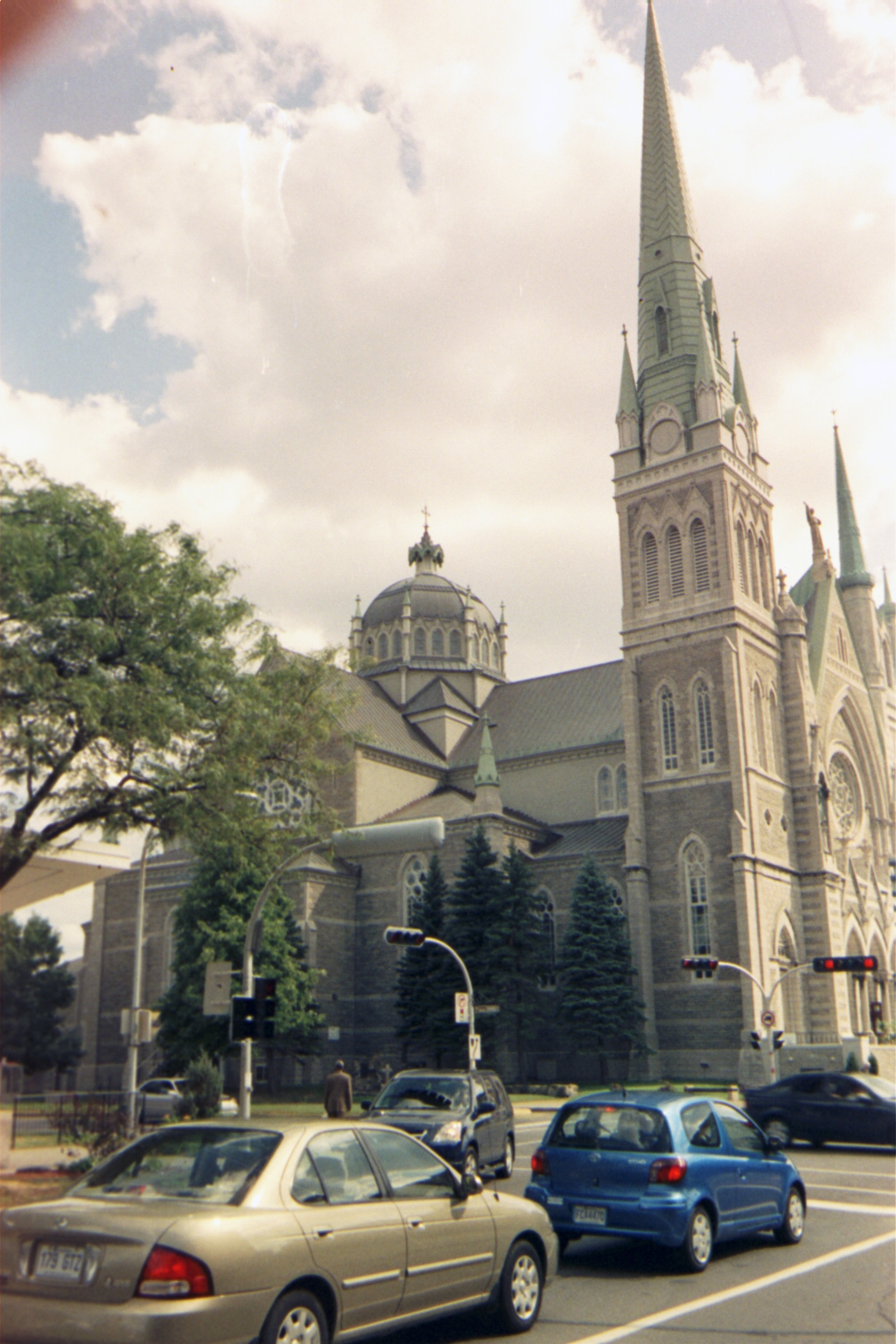
Vue de côté

La cocathédrale abrite un trésor d'art religieux. Elle garde d'impressionnantes statues : saint Paul, saint Pierre, saint André, saint Matthieu, les Rois Mages, le Sacré-Cœur de Marie, la Passion du Christ, saint Charles Borromée, saint Joachim, saint Jean-Baptiste de La Salle, sainte Thérèse de l'Enfant-Jésus, l'Assomption de Marie, Eulalie Durocher, saint Thomas d'Aquin, saint Louis de Gonzague, Ange gardien, saint Joseph, sainte Marguerite d'Youville, les saints martyrs canadiens, sainte Marguerite Bourgeoys, saint Expédit, saint François d'Assise et des statues individuelles de chaque autre apôtre. Les vitraux de la cathédrale sont une hagiographie de la vie de saint Antoine.
André Achim a sculpté les fonts baptismaux en bois polychrome, ainsi que le buffet d'orgue et la claire-voie derrière le maître-autel. Louis-Amable Quévillon a réalisé le chandelier pascal. Raymond Beullac a sculpté la nef au XIXe siècle. Paul Rollin a aidé à la fabrication des bancs et des confessionnaux. Les orgues de la cocathédrale furent fabriquées par Casavant Frères, encore très célèbres aujourd'hui pour leurs orgues du Bas-Canada. Thomas Carli et Yvette Filion ont également contribué à la sculpture de la cathédrale.
Le ministère culturel l'a reconnue comme monument patrimonial en 1984, adjouxtant sa plaque devant l'entrée. L'église avait un autel tombeau auparavant, et certains paroissiens ont protesté quand il a disparu. Son histoire a fait l'objet d'un savant ouvrage d'Hélène Charlebois-Dumais à l'occasion du centenaire de la fin de sa construction en 1987.

## Utilisation

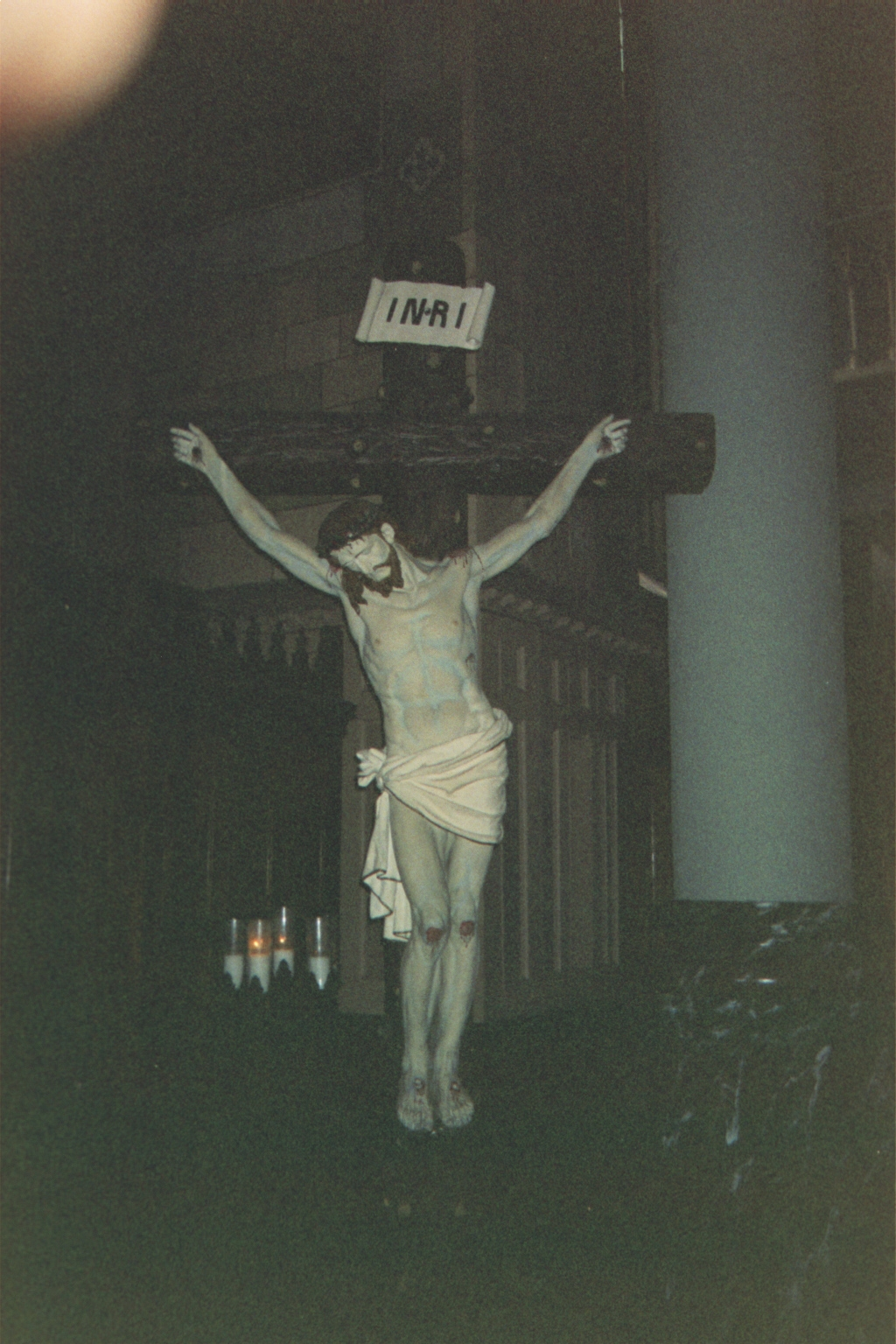
Jésus crucifié.

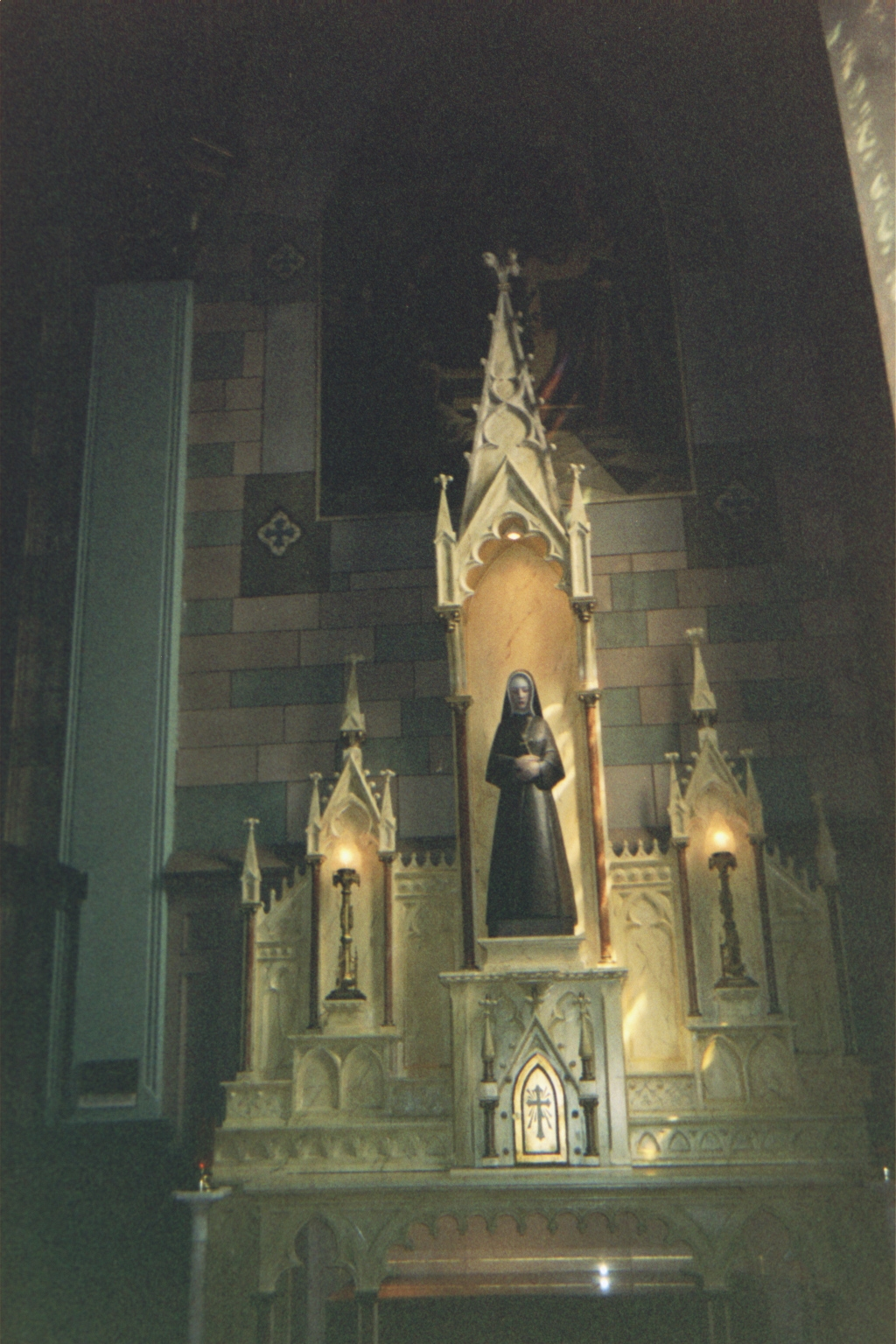
Marie-Rose Durocher

La messe est ordinairement célébrée à 16h30 et les salles de confesse sont habituellement prêtes quinze minutes avant la messe. Le tiers de la cathédrale est rempli pendant la fin de semaine et moins d'un sixième est rempli pendant la semaine. On recense officiellement 9 400 catholiques dans la paroisse, mais ils ne sont pas toujours présents. L'arrondissement même a 125 425 habitants. Selon les sondages, seulement 5 % des jeunes Québécois pratiquent régulièrement une religion.
Jérôme Longtin, abbé de la cathédrale de 1995 à 2007, a dénoncé l'ignorance religieuse des Québécois dans le journal de Montréal. Raymond Poisson, curé de la cathédrale jusqu'en 2007, a fait une entrevue avec le journaliste Claude Charron lors de l'agonie du dernier pape, parlant avec espoir de la foi chez les jeunes.

Jean-Pierre Côté, le lieutenant-gouverneur du Québec, a tenu ses funérailles ici le 17 juillet 2002.
En 2005, c'est ici que les fidèles du diocèse ont rendu hommage à Jean-Paul II et ont souhaité un heureux pontificat à son successeur, pendant une vigile spéciale où furent présents l'évêque et une congrégation locale de sœurs philippines.
Les marguilliers organisent régulièrement des campagnes de financement pour procéder à des rénovations pour la cathédrale et pour le presbytère de la paroisse. Le slogan actuel de la campagne est «pour que les toits ne nous tombent pas sur la tête». Récemment, on a restauré le toit, utilisant 60 000 livres de cuivre pour le projet,.
À l'intérieur de l'église, il y a un tableau commémoratif à tous les curés de l'histoire de Longueuil :
| Nom                       | Années    | Nom                     | Années     |
| ------------------------- | --------- | ----------------------- | ---------- |
| Pierre Millette           | 1698-1701 | L. Moïse Brassard       | 1840 -1855 |
| Pierre de Francheville    | 1701-1713 | Georges-Amable Thibault | 1855-1883  |
| Fr. Nic. Ber. Constantin  | 1713-1715 | Maximilien Tassé        | 1883-1901  |
| Claude Dauzaf             | 1715-1717 | J.-Georges Payette      | 1901-1938  |
| François Céré             | 1717-1720 | Albéric Picotte         | 1938-1943  |
| Joseph Isambart           | 1720-1763 | Romain Boulé            | 1943-1962  |
| Claude-Charles Carpentier | 1763-1777 | J. Alcide Gareau        | 1963-1974  |
| Charles-Basile Campeau    | 1777-1782 | Jean-Louis Yelle        | 1974-1983  |
| J.-Étienne Desmeules      | 1783-1789 | Jean-Hugues Trudeau     | 1983-1995  |
| Pierre Denaut             | 1789-1806 | Raymond Poisson         | 1995-2007  |
| Augustin Chaboillez       | 1806-1834 | Yves Lepain             | 2007-      |
| Antoine Manseau           | 1834-1840 |                         |            |